# Subaru Corporation
Subaru Corporation, pana in 2017 Fuji Heavy Industries, Ltd. (富士重工業株式会社, Fuji Jūkōgyō Kabushiki-gaisha), sau FHI este o companie din Japonia ce își are originiile din Nakajima Aircraft Company (înființat 1917), fiind liderul în producția avioanelor pentru armata niponă în timpul celui  de-al  doilea război mondial. La sfârșitul războiului, compania Nakajima a fost împărțită de către guvernul ocupației aliate, o parte din ea cunoscându-se ca fiind Fuji Heavy Industries.

## Istoric
Fuji Heavy Industries (reorganizată) s-a înființat pe 15 iulie 1953 când cinci companii japoneze, și anume Fuji Kogyo, Fuji Jidosha Kogyo, Omiya Fuji Kogyo, Utsunomiya Sharyo și Tokyo Fuji Sangyo, s-au unit pentru a forma cea mai mare companie producătoare de echipamente pentru transport din Japonia. În prezent FHI are peste 15.000 angajați în întreaga lume, deține nouă uzine și își vinde produsele în peste 100 țări. Acum produce automobile marca Subaru, iar subdiviziunea ei aerospațială produce părți componente pentru Boeing, elicoptere pentru armata japoneză, elicoptere Raytheon Hawker și avioane business Eclipse Aviation.
În 2003 compania a preluat logo-ul diviziunii sale Subaru pentru întreaga corporație internațională.

## Acționari
Din 1968 până în 1999, 20% din acțiunile companiei FHI erau deținute de Nissan, ce le-a procurat în perioada primului ministru nipon Eisaku Satō, pe când se dorea îmbunătățirea concurenței pe piața auto din Japonia. În perioada aceasta, Nissan era interesată în principal de divizia producătoare de autobuze și autocare. După achiziția companiei Nissan de către Renault, cele 20% din acțiuni au fost vândute companiei General Motors, dar GM a anunțat pe data de 6 octombrie 2005 că va vinde 8,4% firmei Toyota, iar restul de 11,6% vor fi listate la bursă.
În aprilie 2008 Toyota și-a mărit procentul acțiunilor la 16,7% și a anunțat oprirea producției de mini-automobile.

## Conducerea
Directori generali din trecut:
- 1953-1956 — Kenji Kita
- 1956-1963 — Takao Yoshida
- 1963-1970 — Nobuo Yokota
- 1970-1978 — Eiichi Ohara
- 1978-1985 — Sadamichi Sasaki
- 1985-1990 — Toshihiro Tajima
- 1990-1996 — Isamu Kawai
- 1996-2001 — Takeshi Tanaka
- 2001-2006 — Kyoji Takenaka
- 2006-2011 — Ikuo Mori
- 2018-present — Tomomi Nakamura

## Diviziuni
FHI are patru diviziuni principale: 
- Diviziunea de automobile - Subaru produce și vinde automobile din anul 1954, iar acum deține un număr de 1970 firme de comercializare a produselor în peste 100 de țări.
- Diviziunea aerospațială are contract cu Ministerul Apărării al Japoniei și produce și vinde avioane, elicoptere și avioane de luptă fără pilot pentru auto-apărare, dar și avioane comerciale. Această diviziune a produs în trecut avionul Fuji FA200 Aero Subaru, iar în prezent participă în programele Airbus A380, Boeing 777, Boeing 787, Hawker 4000 și Eclipse 500 și produce componente pentru Boeing 737, Boeing 747 și Boeing 767.
- Diviziunea producătoare de produse industriale comercializează motoare, pompe și generatoare sub numele Subaru-Robin în America de Nord și Robin în restul lumii. Fuji este în parteneriat cu compania Polaris Industries, deținând un procentaj din acțiunile acesteia și producând până în momentul actual peste 2 milioane de motoare pentru snowmobile, ATV-uri, vehicole acvatice și utilitare ale mărcii Polaris.[4]

## Modele de autobuze și autocare

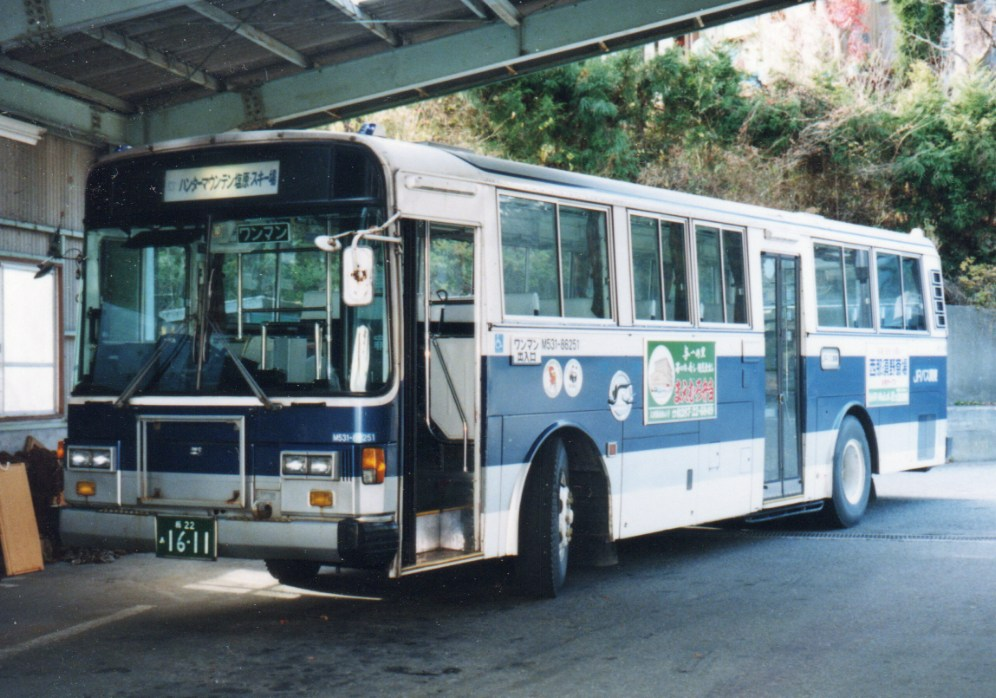
Autobuzul A 5E cu șasiu Isuzu Cubic

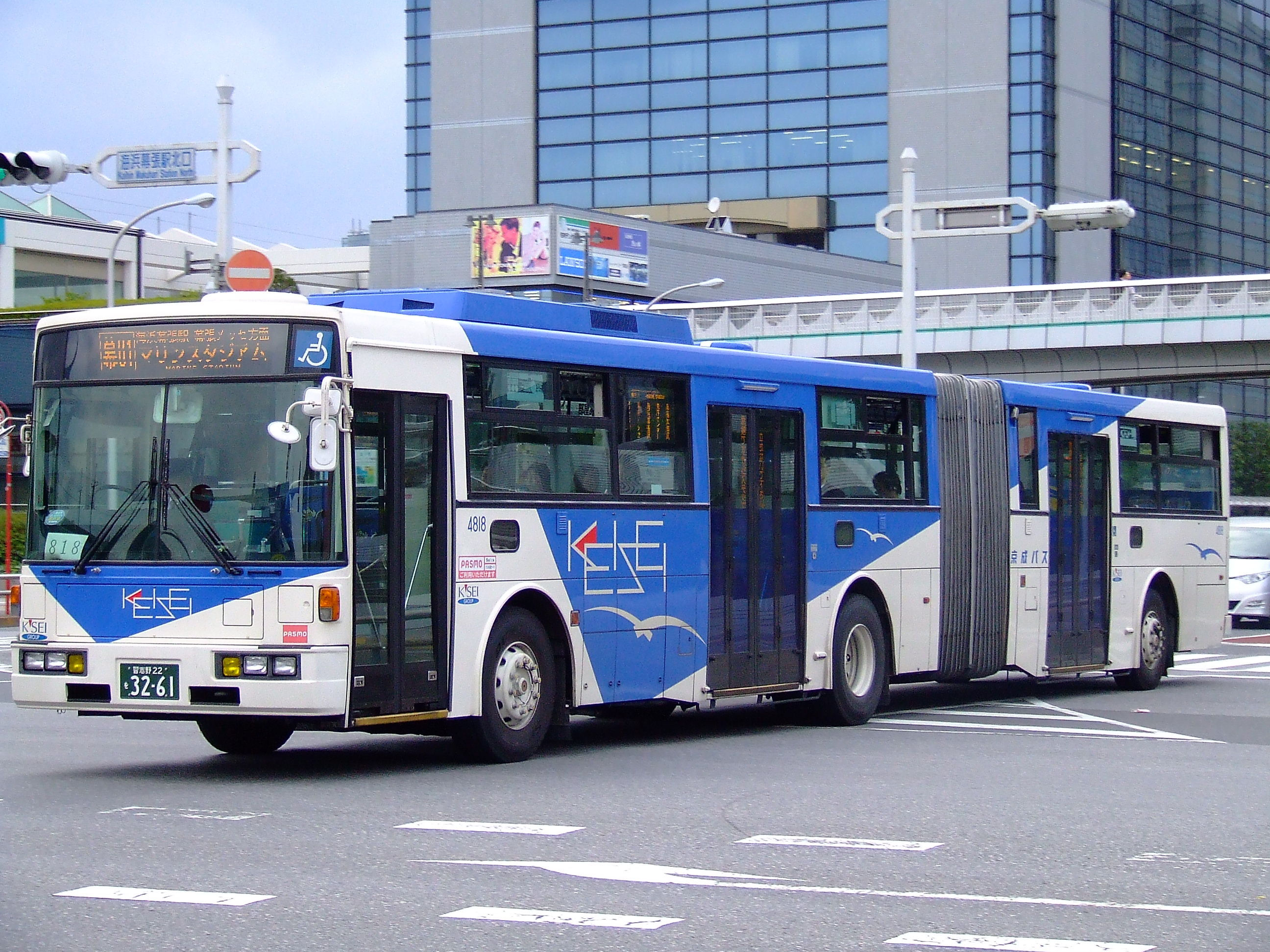
Autobuzul A 7E articulat cu șasiu Volvo B10M

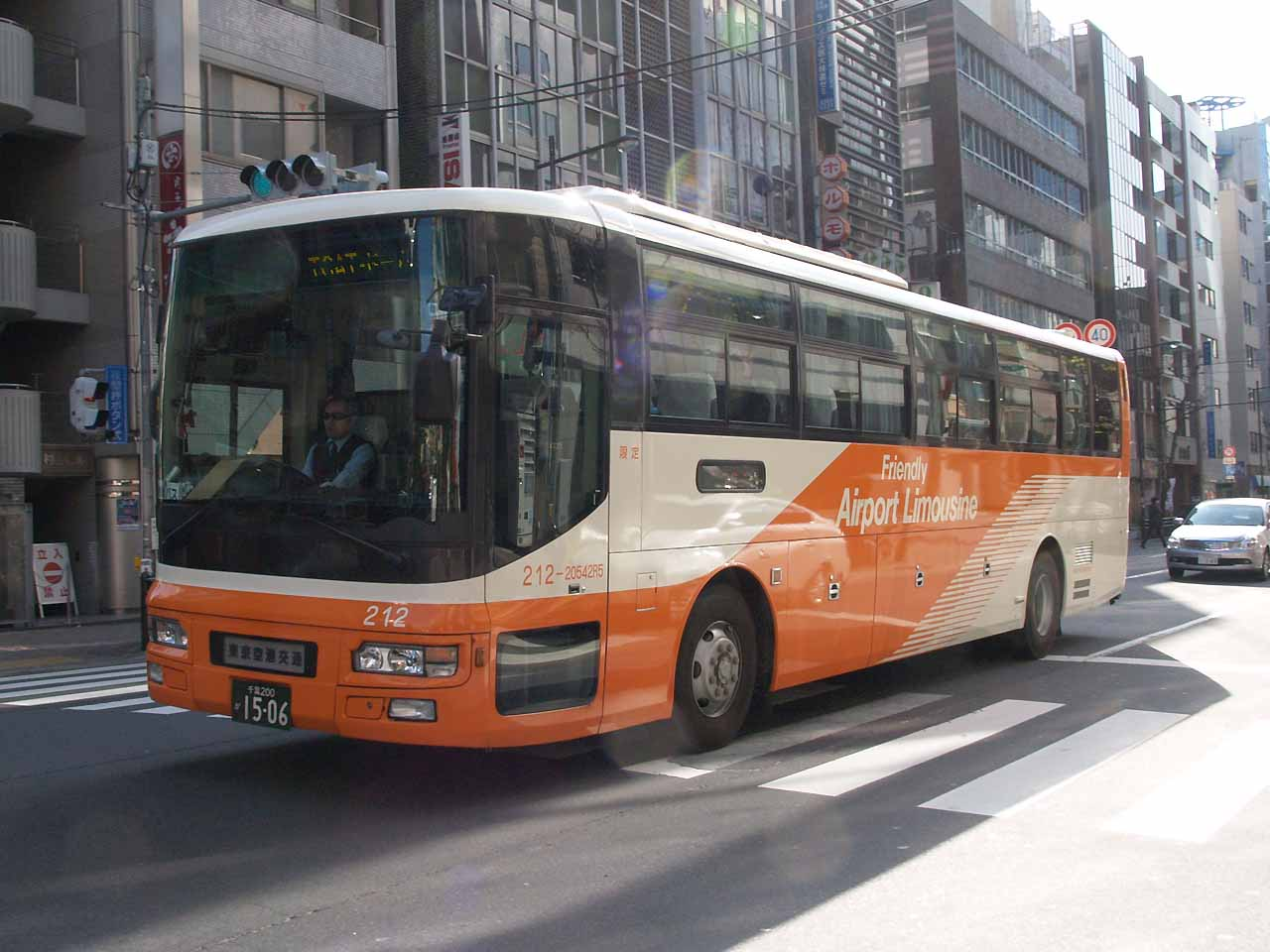
Autobuzul A 1M cu șasiu Nissan Diesel Space Arrow

- R13
  - 13
  - 3A/3B/3D/3E
  - R1/R2
- R14
  - 14
  - 4B/4E
- R15
  - 5B/5E
  - R1/R2/R3
  - HD1/HD2/HD3
  - Două-nivele
- R16
  - 6B/6E
  - H1
- R17
  - 7B/7E
  - 7HD
  - 7S
- R18
  - 8B/8E
- R21
  - 1M/1S